# Municipio de Reddies River
El municipio de Reddies River (en inglés: Reddies River Township) es un municipio ubicado en el  condado de Wilkes en el estado estadounidense de Carolina del Norte. En el año 2010 tenía una población de 10.871 habitantes.

## Geografía
El municipio de Reddies River se encuentra ubicado en las coordenadas 36°10′28.47″N 81°13′37.32″O / 36.1745750, -81.2270333.